# Short track ai XXI Giochi olimpici invernali - 1500 m femminile
Il concorso dei 1500 m femminile di short track dei XXI Giochi olimpici invernali si è svolto il 20 febbraio 2010 al Pacific Coliseum, con tre turni di gare. La vincitrice è stata la cinese Zhou Yang.
La campionessa uscente era la sudcoreana Jin Sun-yu, che non ha partecipato ai Giochi olimpici.

## Batterie
Si sono svolte sei batterie da sei atlete ciascuna; le prime tre di ogni batteria avanzavano al turno successivo.

### Batteria 1
| Pos. | Nome                 | Nazione     | Tempo    |
| ---- | -------------------- | ----------- | -------- |
| 1    | Sun Linlin           | Cina        | 2'24"031 |
| 2    | Tania Vicent         | Canada      | 2'24"100 |
| 3    | Nina Yevteyeva       | Russia      | 2'24"277 |
| 4    | Kimberly Derrick     | Stati Uniti | 2'24"375 |
| 5    | Veronika Windisch    | Austria     | 2'24"440 |
| 6    | Patrycja Maliszewska | Polonia     | 2'25"586 |

### Batteria 2
| Pos. | Nome               | Nazione       | Tempo    |
| ---- | ------------------ | ------------- | -------- |
| 1    | Park Seung-hi      | Corea del Sud | 2'24"129 |
| 2    | Zhou Yang          | Cina          | 2'24"246 |
| 3    | Kateřina Novotná   | Rep. Ceca     | 2'24"504 |
| 4    | Stéphanie Bouvier  | Francia       | 2'24"966 |
| 5    | Valeriya Potemkina | Russia        | 2'28"405 |
| 6    | Han Yueshuang      | Hong Kong     | 2'35"742 |

### Batteria 3
| Pos. | Nome              | Nazione     | Tempo    |
| ---- | ----------------- | ----------- | -------- |
| 1    | Wang Meng         | Cina        | 2'29"199 |
| 2    | Katherine Reutter | Stati Uniti | 2'29"316 |
| 3    | Valérie Maltais   | Canada      | 2'30"321 |
| 4    | Bernadett Heidum  | Ungheria    | 2'30"332 |
| 5    | Biba Sakurai      | Giappone    | 2'30"458 |
| 6    | Katia Zini        | Italia      | 2'30"606 |

### Batteria 4
| Pos. | Nome              | Nazione       | Tempo    |
| ---- | ----------------- | ------------- | -------- |
| 1    | Cho Ha-ri         | Corea del Sud | 2'22"928 |
| 2    | Kalyna Roberge    | Canada        | 2'23"619 |
| 3    | Evgenija Radanova | Bulgaria      | 2'23"698 |
| 4    | Elise Christie    | Gran Bretagna | 2'23"898 |
| 5    | Cecilia Maffei    | Italia        | 2'24"931 |
| 6    | Olga Belyakova    | Russia        | 2'26"762 |

### Batteria 5
| Pos. | Nome               | Nazione   | Tempo        |
| ---- | ------------------ | --------- | ------------ |
| 1    | Arianna Fontana    | Italia    | 2'27"120     |
| 2    | Tatiana Borodulina | Australia | 2'27"408     |
| 3    | Erika Huszar       | Ungheria  | 2'27"487     |
| 4    | Katalin Kristo     | Romania   | 2'36"022     |
| -    | Paula Bzura        | Polonia   | squalificata |
| -    | Mika Ozawa         | Giappone  | squalificata |

### Batteria 6
Allison Baver è stata qualificata al turno successivo in quanto è stata ostacolata durante la gara.
| Pos. | Nome                      | Nazione       | Tempo        |
| ---- | ------------------------- | ------------- | ------------ |
| 1    | Lee Eun-byeol             | Corea del Sud | 2'27"286     |
| 2    | Hiroko Sadakane           | Giappone      | 2'28"046     |
| 3    | Marina Georgieva-Nikolova | Bulgaria      | 2'28"732     |
| 4    | Allison Baver             | Stati Uniti   | 2'44"915     |
| -    | Aika Klein                | Germania      | squalificata |
| -    | Rozsa Darazs              | Ungheria      | squalificata |

## Semifinali
Si sono svolte tre semifinali, due da sei e una da sette atlete; le prime due di ogni semifinale erano qualificate alla finale A, terza e quarta alla finale B.

### Semifinale 1
| Pos. | Nome                      | Nazione       | Tempo    |
| ---- | ------------------------- | ------------- | -------- |
| 1    | Lee Eun-byeol             | Corea del Sud | 2'24"318 |
| 2    | Tania Vicent              | Canada        | 2'24"742 |
| 3    | Sun Linlin                | Cina          | 2'24"777 |
| 4    | Hiroko Sadakane           | Giappone      | 2'24"901 |
| 5    | Allison Baver             | Stati Uniti   | 2'45"053 |
| 6    | Nina Yevteyeva            | Russia        | 2'25"414 |
| 7    | Marina Georgieva-Nikolova | Bulgaria      | 2'25"604 |

### Semifinale 2
Cho Ha-ri e Katherine Reutter sono state qualificate alla finale A dalla giuria.
| Pos. | Nome              | Nazione       | Tempo        |
| ---- | ----------------- | ------------- | ------------ |
| 1    | Erika Huszar      | Ungheria      | 2'24"192     |
| 2    | Evgenija Radanova | Bulgaria      | 2'24"376     |
| 3    | Cho Ha-ri         | Corea del Sud | 2'35"492     |
| 4    | Katherine Reutter | Stati Uniti   | 2'37"060     |
| 5    | Kalyna Roberge    | Canada        | 2'47"998     |
| -    | Wang Meng         | Cina          | squalificata |

### Semifinale 3
| Pos. | Nome               | Nazione       | Tempo        |
| ---- | ------------------ | ------------- | ------------ |
| 1    | Park Seung-hi      | Corea del Sud | 2'20"859 RO  |
| 2    | Zhou Yang          | Cina          | 2'21"049     |
| 3    | Arianna Fontana    | Italia        | 2'21"522     |
| 4    | Tatiana Borodulina | Australia     | 2'21"617     |
| 5    | Valérie Maltais    | Canada        | 2'23"722     |
| -    | Kateřina Novotná   | Rep. Ceca     | squalificata |

## Finali

### Finale A
| Pos. | Nome              | Nazione       | Tempo       |
| ---- | ----------------- | ------------- | ----------- |
|      | Zhou Yang         | Cina          | 2'16"993 RO |
|      | Lee Eun-byeol     | Corea del Sud | 2'17"849    |
|      | Park Seung-hi     | Corea del Sud | 2'17"927    |
| 4    | Katherine Reutter | Stati Uniti   | 2'18"396    |
| 5    | Cho Ha-ri         | Corea del Sud | 2'18"831    |
| 6    | Erika Huszar      | Ungheria      | 2'19"251    |
| 7    | Evgenija Radanova | Bulgaria      | 2'19"411    |
| 8    | Tania Vicent      | Canada        | 2'23"035    |

### Finale B
| Pos. | Nome               | Nazione   | Tempo    |
| ---- | ------------------ | --------- | -------- |
| 9    | Arianna Fontana    | Italia    | 2'42"801 |
| 10   | Sun Linlin         | Cina      | 2'42"960 |
| 11   | Tatiana Borodulina | Australia | 2'43"051 |
| 12   | Hiroko Sadakane    | Giappone  | 2'43"135 |